# Æbleskivestenen
Æbleskivestenen er en stor vandreblok med 105 skåltegn fra bronzealderen foran Skårupøre Strandvej 3 øst for Svendborg. Stenen blev flyttet til området af isen under den sidste istid (ca. 12.000-15.000 år siden).
Det lokale øgenavn for stenen med helleristninger er Æbleskivestenen på grund af dens 105 runde fordybninger. Disse fordybninger på stenen kaldes skåltegn, som er en af de mest almindelige typer helleristninger i Danmark.

Omkring den store skålsten ligger 13 mindre kværnsten. Anlægget blev bygget i 1875 og fredet samme år. 
Lidt nord for stenen findes Gammel Hestehave.